# Giornico
Giornico is een gemeente en plaats in het Zwitserse kanton Ticino, en maakt deel uit van het district Leventina. Giornico telt 876 inwoners (2013).

## Afbeeldingen

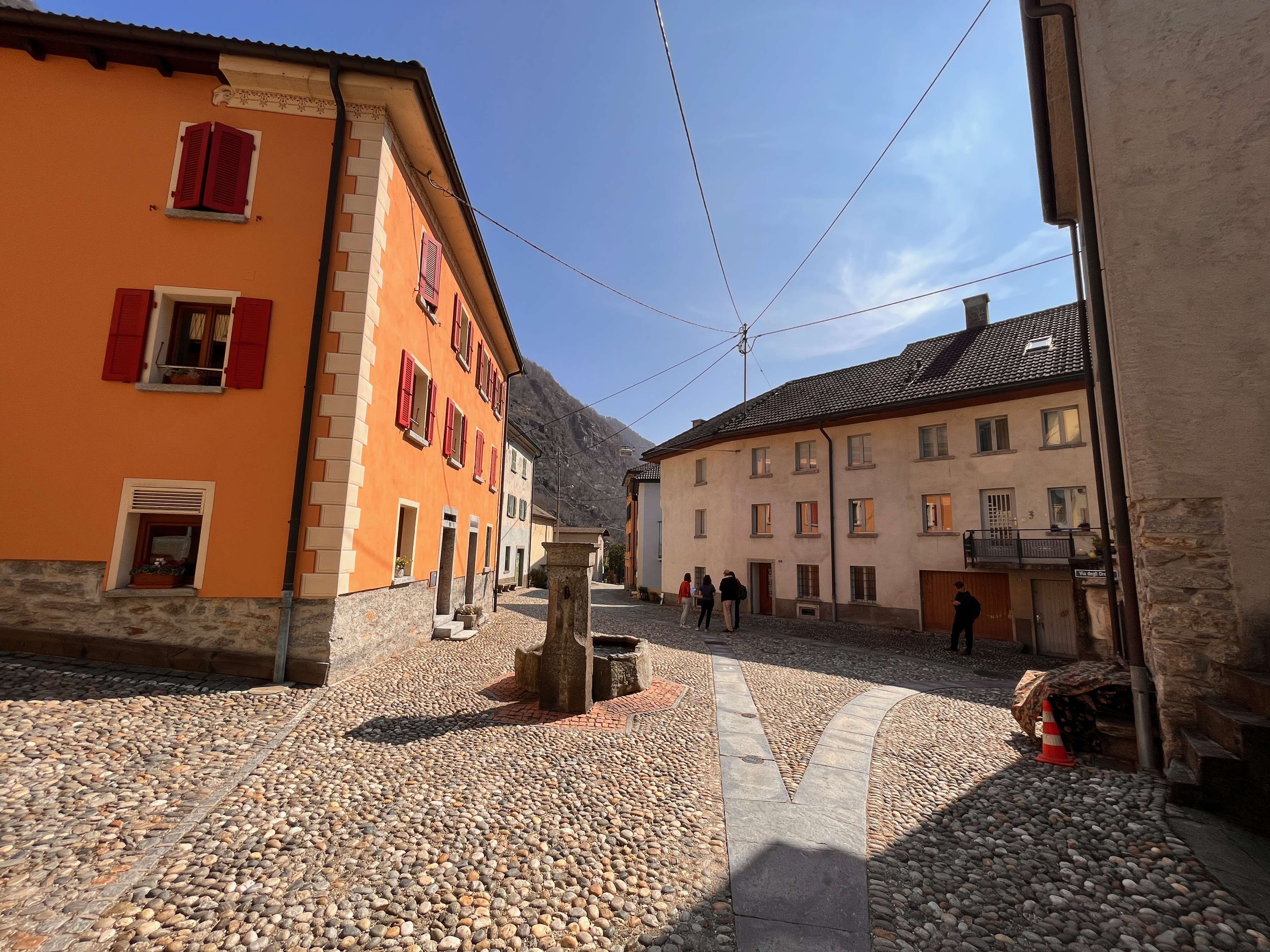
Piazza Fontana
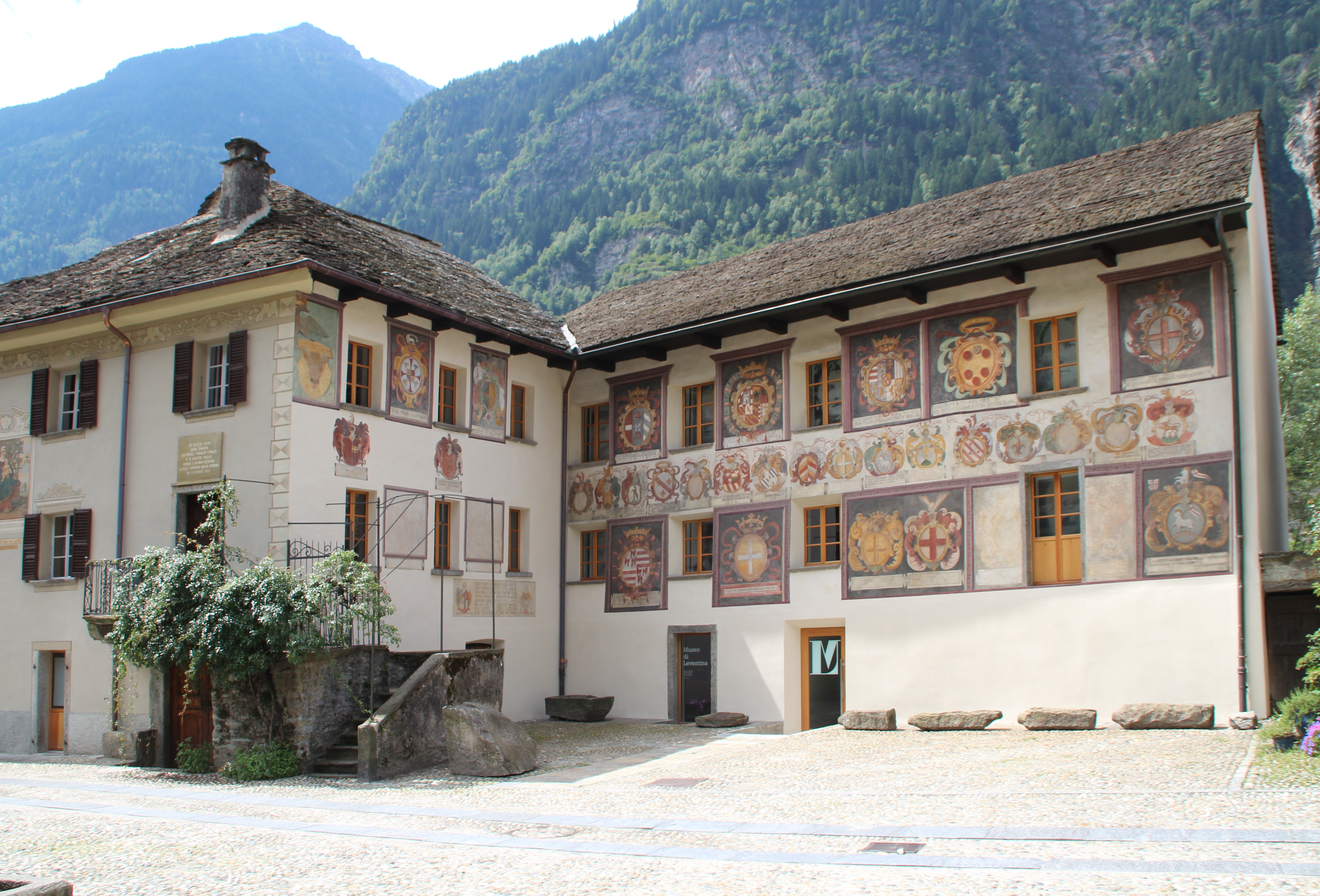
Het Museo di Leventina in Giornico
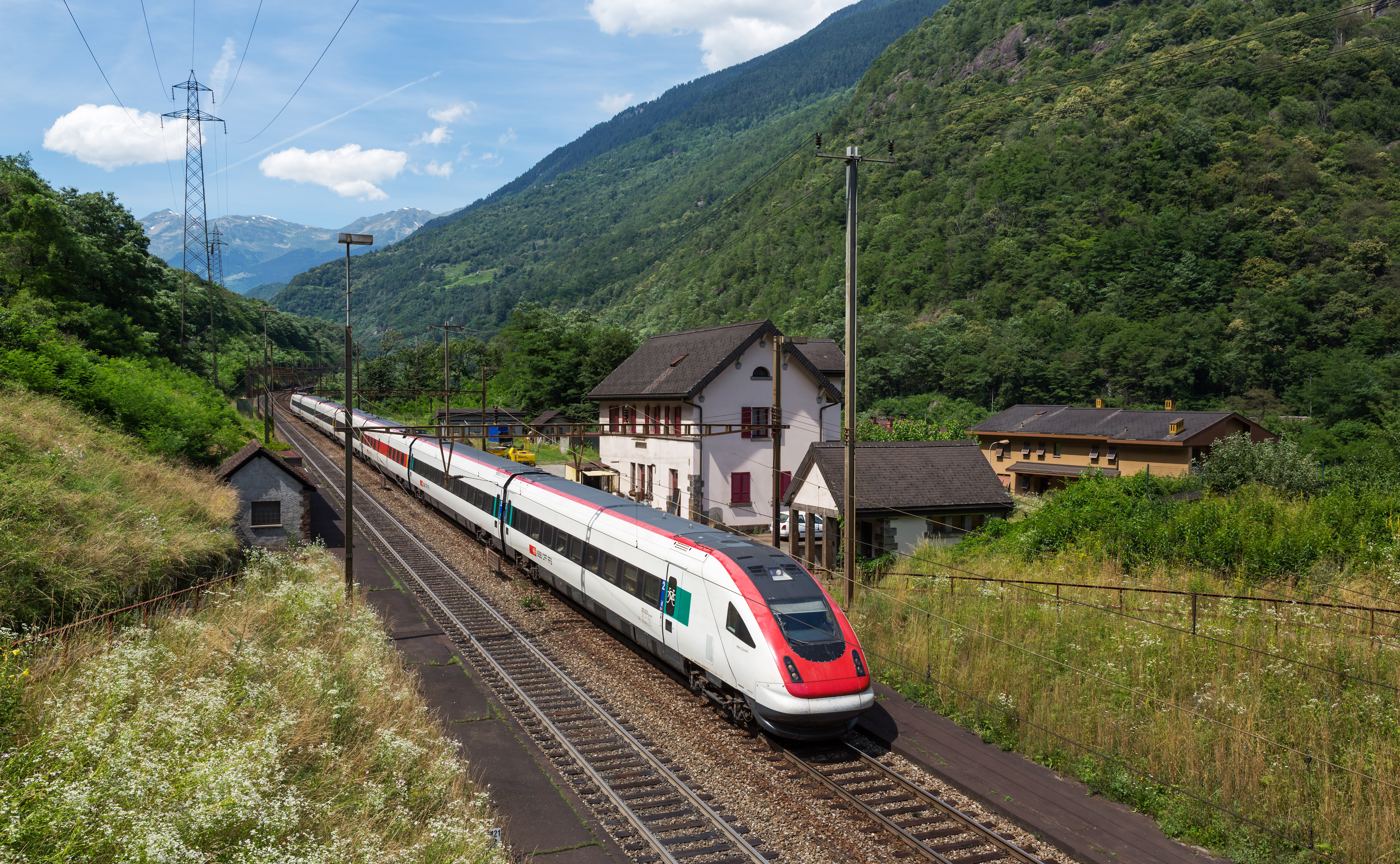
Station Giornico (dicht sinds 1994) aan de Gotthardspoorlijn